# 摄政台

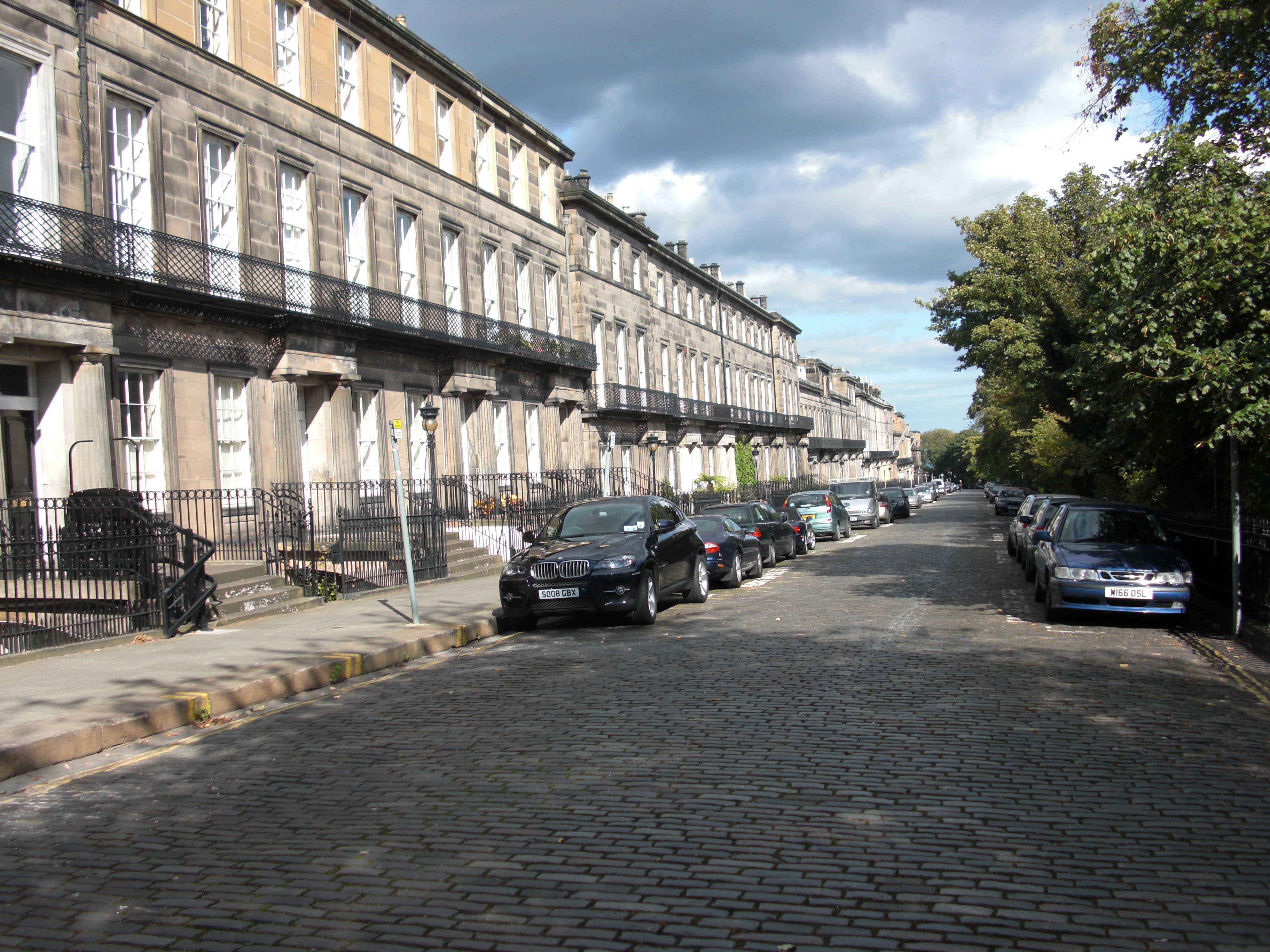
摄政台

摄政台（Regent Terrace）是一条拥有34座古典住宅的住宅区道路，位于苏格兰爱丁堡的卡尔顿山。1995年，摄政台作为“爱丁堡的新城和老城”的一部分，被列为世界遗产。

## 住宅
摄政台得名于1822年乔治四世对爱丁堡的访问，他在父亲乔治三世生病期间担任摄政王。摄政台由建筑师威廉·亨利·普莱费尔规划于1825年，兴建于1831年到1833年。普莱费尔同时设计了摄政台、皇家台和卡尔顿台，作为新城的向东延伸，比克雷格最初的新城规划更为壮观。三个台被誉为爱丁堡最长的连续的乔治式建筑群 普莱费尔希望吸引“时尚和富有的人”到摄政台。这些住宅全部被列为A类登录建筑。

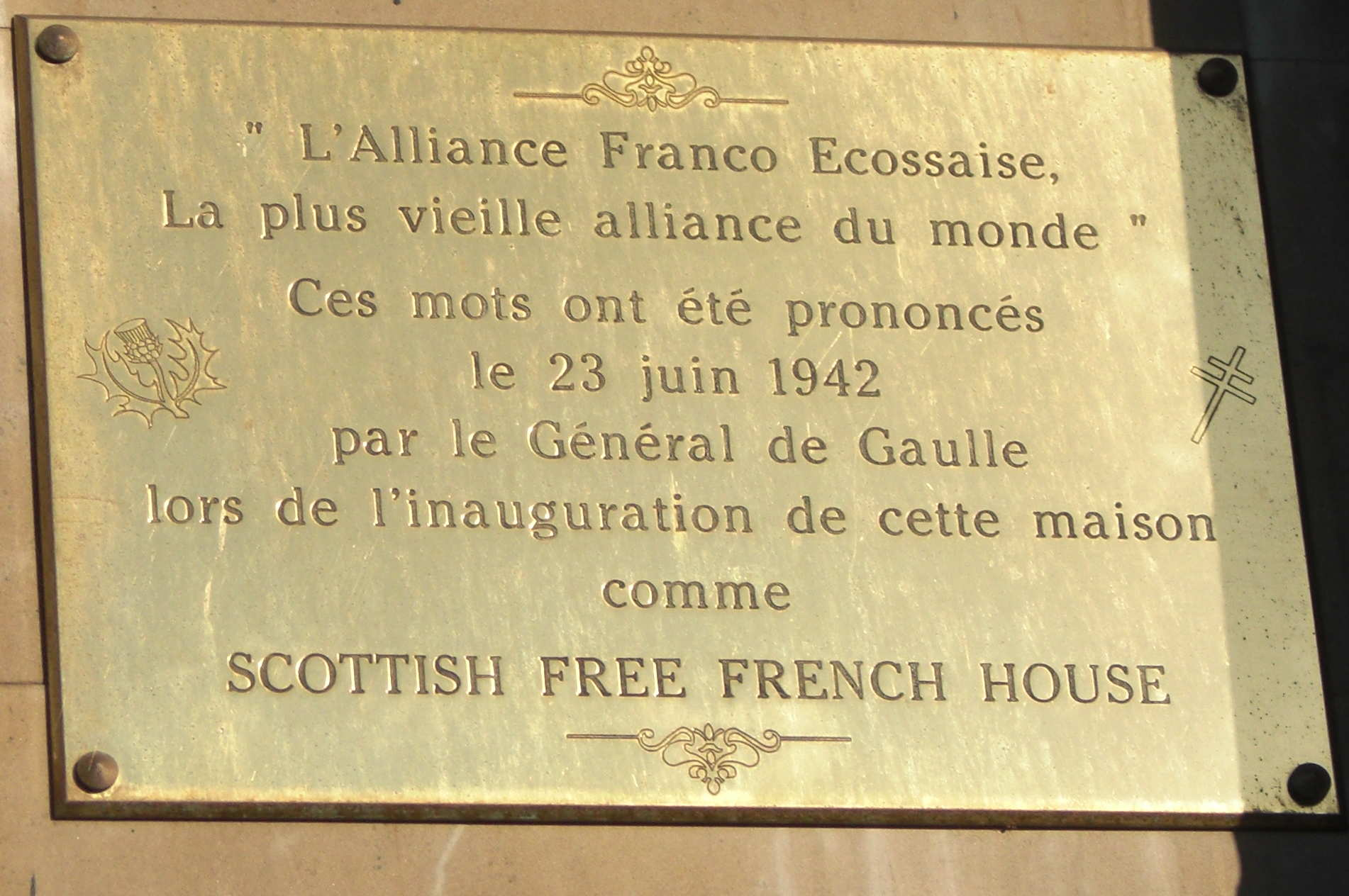
摄政台28号前的挂牌

这些住宅原先都只有两层（有些现在加高到三层）。
自1951年起，美国领事馆设在摄政台3号。28号曾是戴高乐的自由法国大厦，后来成为法国总领事馆。2008年之前，32号曾是挪威总领事馆。

## 房价
摄政台6号在1831年售价1500英镑，1877年售价2,700英镑。此后价格下跌，到二战前只有1,000英镑，到战争结束时升至2,000英镑，1950年代中叶为4,000英镑，1993年为40万英镑，2008年超过了200万英镑。